# 圣于连 (罗讷省)
圣于连（法語：Saint-Julien，法語發音：[sɛ̃ ʒyljɛ̃] ⓘ）是法国罗讷省的一个市镇，属于索恩河畔自由城区。

## 地名
法语人名“Julien”在日常人名译名以及《世界人名翻譯大辭典》、《法语姓名译名手册》等主流人名译名类书籍资料中译作“朱利安”，不过在《世界地名翻译大辞典》、《世界地名译名词典》和《法国地图册》等主流地名译名类书籍资料中译作“于连”。

## 地理
圣于连（46°1'34"N, 4°39'8"E）面积6.89 平方千米，位于法国奥弗涅-罗讷-阿尔卑斯大区罗讷省，该省份为法国中东部省份，北起顺时针与索恩-卢瓦尔省、安省、里昂大都会、伊泽尔省和卢瓦尔省接壤。
与圣于连接壤的市镇（或旧市镇、城区）包括：布拉塞、阿尔纳斯、德尼塞、蒙默拉-圣索尔兰、圣乔治德勒南。
圣于连的时区为UTC+01:00、UTC+02:00（夏令时）。

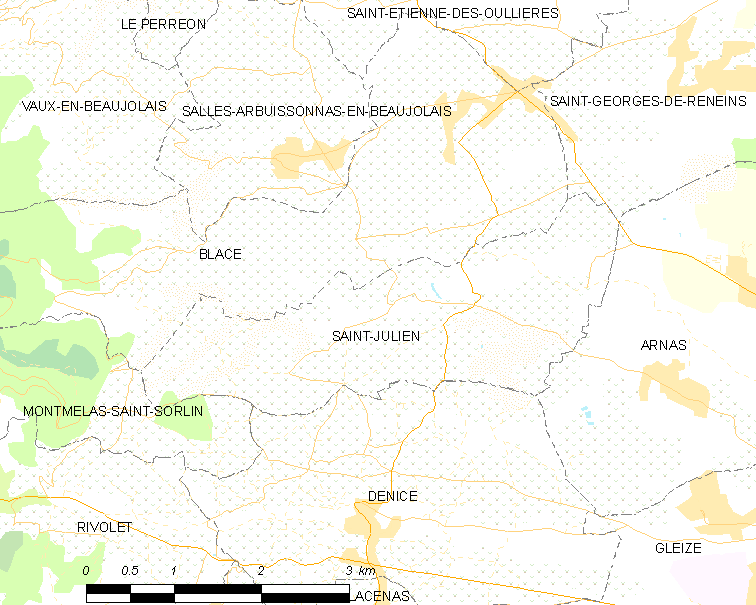
圣于连的OSM定位图

## 行政
圣于连的邮政编码为69640，INSEE市镇编码为69215。

## 政治
圣于连所属的省级选区为格莱泽县。

## 人口

1962-2008年间圣于连人口变化图示

圣于连于2022年1月1日时的人口数量为936人。